# Un couple en fuite
Pour plus de détails, voir Fiche technique et Distribution.
Un couple en fuite (Outlaw Blues) est un film américain réalisé par Richard T. Heffron, sorti en 1977.

## Synopsis
Ex-détenu, un chanteur et compositeur amateur se voit spolier d'une de ses créations par une vedette majeure de la Country. Blessant accidentellement ce dernier, il se retrouve poursuivi par la police locale alors que son titre ne cesse de gagner en popularité dans tout le pays.

## Fiche technique
- Titre français : Un couple en fuite
- Titre original : Outlaw Blues
- Réalisation : Richard T. Heffron
- Scénario : Bill L. Norton
- Musique : Charles Bernstein
- Photographie : Jules Brenner
- Montage : Scott Conrad & Danford B. Greene
- Production : Steve Tisch
- Sociétés de production : Warner Bros. & Sequoia Productions
- Société de distribution : Warner Bros.
- Pays :  États-Unis
- Langue : Anglais
- Format : Couleur - Mono - 35 mm - 1.85:1
- Genre : Comédie dramatique, Action
- Durée : 100 min (ou 101 min)[1]
- Dates de sortie : 
  - 15 juillet 1977 ( États-Unis)
  - 15 février 1978  France

## Distribution
- Peter Fonda : Bobby Ogden
- Susan Saint James : Tina Waters
- James T. Callahan : Garland Dupree
- John Crawford : Buzz Cavenaugh
- Michael Lerner : Hatch
- Richard Lockmiller : Jim Williams
- Steve Fromholz : Elroy
- Gene Rader : Leon Warback
- Jerry Greene : DJ
- Curtis Harris : Jacksox
- Matt Clark : Billy Bob White